# Josep Maria Terricabras i Nogueras

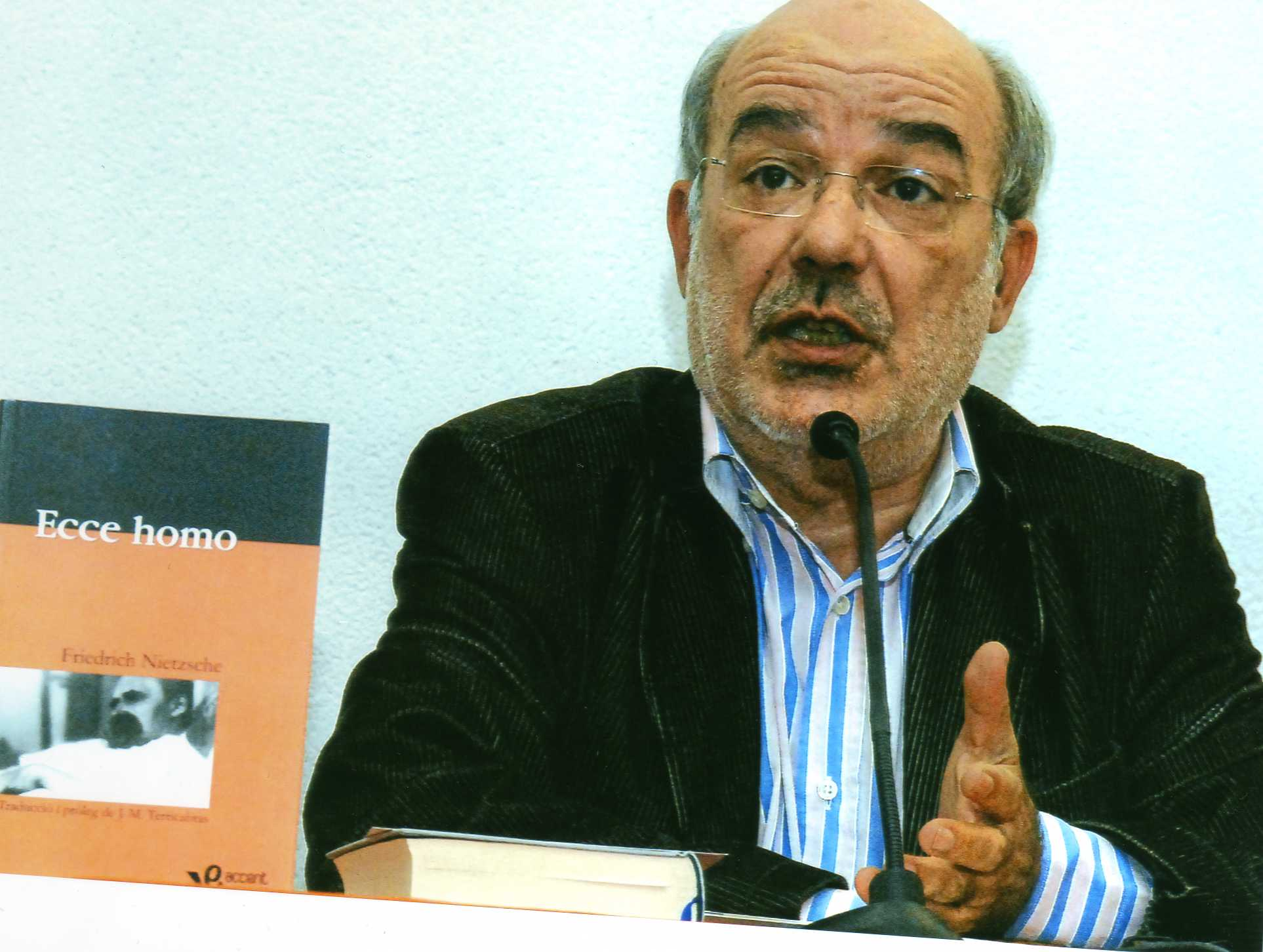
Josep Maria Terricabras (2009)

Josep Maria Terricabras i Nogueras (n. 12 iulie 1946, Calella, Catalonia, Spania – d. 16 aprilie 2024, Begur, Catalonia, Spania) a fost un filozof, universitar și om politic catalan. El a fost ales deputat în Parlamentul European (MEP) pentru Stânga Republicană a Cataloniei la alegerile pentru Parlamentul European din 2014. Terricabras s-a născut la Calella la 12 iulie 1946 și a murit la 16 aprilie 2024, la vârsta de 77 de ani.